# (296525) Milanovskiy
(296525) Milanovskiy est un astéroïde de la ceinture principale.

## Description
(296525) Milanovskiy est un astéroïde de la ceinture principale. Il fut découvert le 20 juillet 2009 à Zelenchukskaya Station par Timur V. Kryachko. Il présente une orbite caractérisée par un demi-grand axe de 3,24 UA, une excentricité de 0,08 et une inclinaison de 13,3° par rapport à l'écliptique.

## Compléments